# Arkiv för fysik
Arkiv för fysik var en vetenskaplig tidskrift inom fysik som gavs ut av Kungliga Vetenskapsakademien från 1949 till 1974. Den skapades då Arkiv för matematik, astronomi och fysik (grundad 1903) delades upp i fyra delar. Denna skapades i sin tur ur Vetenskapsakademiens Handlingar.
Vid nedläggningen ersattes Arkiv för fysik av tidskriften Physica Scripta som ges ut gemensamt med de övriga nordiska ländernas vetenskapsakademier.